# Rock elettronico
Il rock elettronico (conosciuto anche con i termini inglesi techno-rock, electronic rock, electro rock, synth rock, digital rock) è un genere musicale che unisce il rock alla musica elettronica, dove il largo impiego di strumentazioni elettroniche, campionamenti e tastiere costituisce la caratteristica predominante del modo di comporre di alcuni degli artisti del genere.
Caratteristiche simili sono riscontrabili sia nel synth pop, con il quale ha in comune il largo uso di suoni elettronici ma più orecchiabili e inquadrabili, che nell'industrial, genere più sperimentale e meno commerciale oppure il synthpunk.
Gli artisti di questo genere usano spesso suoni artificiali, tramite l'utilizzo di sintetizzatori, sampler e drum machine. Questo genere può avere molte sfaccettature, in quanto i musicisti che ne fanno parte provengono da generi i più disparati.

## Storia del genere
Primi esperimenti di rock elettronico sono avvertibili a cavallo fra gli anni sessanta e settanta nella musica di gruppi sia di rock progressivo, come gli Yes di Rick Wakeman e gli Emerson, Lake & Palmer di Keith Emerson, di rock psichedelico come gli United States of America
, i Jefferson Airplane o i misconosciuti Fifty Foot Hose di San Francisco o anche in gruppi jazz rock/fusion (Bitches Brew di Miles Davis).
Questa formula venne poi sviluppata in Europa negli anni settanta soprattutto in Germania, dove ha preso il nome di krautrock. Tra i gruppi tedeschi più rappresentativi vi sono i Kraftwerk, i Tangerine Dream ed i Popol Vuh, che assieme a diversi altri hanno reso la Germania il paese più accreditato del rock elettronico.
A New York si mettono in luce i Suicide, che fondono la new wave con l'elettronica dando vita a un rock elettronico angoscioso.
Gli anni ottanta (considerati il culmine del genere) videro la proliferazione di numerosi gruppi, da citare sono Ultravox, Depeche Mode, New Order e Devo (a volte questi gruppi sono anche classificati nel synth pop o nella new wave).
Verso la fine degli anni novanta, i Ministry fusero elementi di rock elettronico e di industrial con l'heavy metal, dando così origine all'industrial metal, genere che riscuoterà notevoli consensi, soprattutto, nel decennio successivo.
Negli anni novanta, il genere venne contaminato con altre espressioni musicali, soprattutto con il glam rock (The 69 Eyes) e il gothic rock. I Paradise Lost (inizialmente una doom metal band), con il loro album Host, sperimentarono queste commistioni come fecero i Ministry prima di loro, con la differenza che venivano impiegati elementi rock anziché metal. Gruppi come i Nine Inch Nails si rifanno al synth rock ottantiano dei Depeche Mode, venendo accreditati tra i maggiori esponenti dell'industrial metal. Altri artisti rappresentativi sono i Chrome, Brian Eno , Arthur Brown e Mentallo and the Fixer.

## Tecniche di produzione
Oltre alla registrazione multitraccia che prevede nel registrare sonorità separate ed unirle insieme in un'unica traccia, un'altra tecnica usata derivata dalla musica concreta consiste nell'aggiungere suoni ripresi dalla vita di tutti i giorni alle composizioni in addizione alle strumentazioni elettroniche. Band come i Pink Floyd divennero note per l'utilizzo di tale metodo di produzione, soprattutto se si pensa a The Dark Side of the Moon, nel quale disco tale tecnica è predominante.
Un'altra tecnica comune nel rock elettronico è il tape looping che consiste nel comporre riff, registrarli e rielaborarli tramite l'utilizzo di midi o pattern. Gruppi che hanno impiegato tale tecnica sono stati i Pendulum e i Daft Punk.